# Ringleben
Ringleben é uma vila e antigo município da Alemanha localizado no distrito de Kyffhäuserkreis, estado da Turíngia.  Pertencia ao Verwaltungsgemeinschaft de Mittelzentrum Artern. Desde 1 de janeiro de 2019, forma parte do município de Bad Frankenhausen.